# Inname van Loevestein
De Inname van Slot Loevestein was op 9 december 1570 een overrompeling op het Slot Loevestein, door ossenkoper Herman de Ruyter en een groepje medestanders. Het slot werd enkele dagen later, tussen 12 en 14 december, onder leiding van bevelhebber Lorenzo Perera en zijn soldaten met geweld weer hernomen.

## Voorgeschiedenis
Op 9 december bedenkt Herman de Ruyter een ossenkoper uit 's-Hertogenbosch dat hij het Slot Loevestein met een list wil te nemen. Zijn afkomst is volledig onbekend. Hij heeft een denkbeeld dat hij het kasteel moet overmeesteren voor Willem van Oranje. Verkleed als monnik wil hij samen met drie medestanders de kasteel bezetting op 9 december overrompelen. Vanuit Gorinchem werd een bode naar de hertog van Alva in Antwerpen gestuurd. Alva had ook zestig soldaten gestuurd. Omdat Herman en de opstandelingen verschanst zaten op het slot werd uit Zaltbommel een stuk geschut gehaald. Op 19 december begon de beschieting van het kasteel waarbij een bres werd geschoten zodat men tot bestorming kon overgaan. Bij de schermutselingen werden Herman de Ruyter en nog acht andere mannen gedood. De gevangengenomen medestanders werden geëxecuteerd in Antwerpen en Hermans hoofd in zijn woonplaats 's-Hertogenbosch tentoongesteld. In latere tijden ontstond er legendevorming over deze gebeurtenissen en werd aan Herman de Ruyter een heldenstatus toegedicht. Door die legendevorming, rondom de gebeurtenissen, zijn feiten en fictie door elkaar gaan lopen.

## Overleveringen

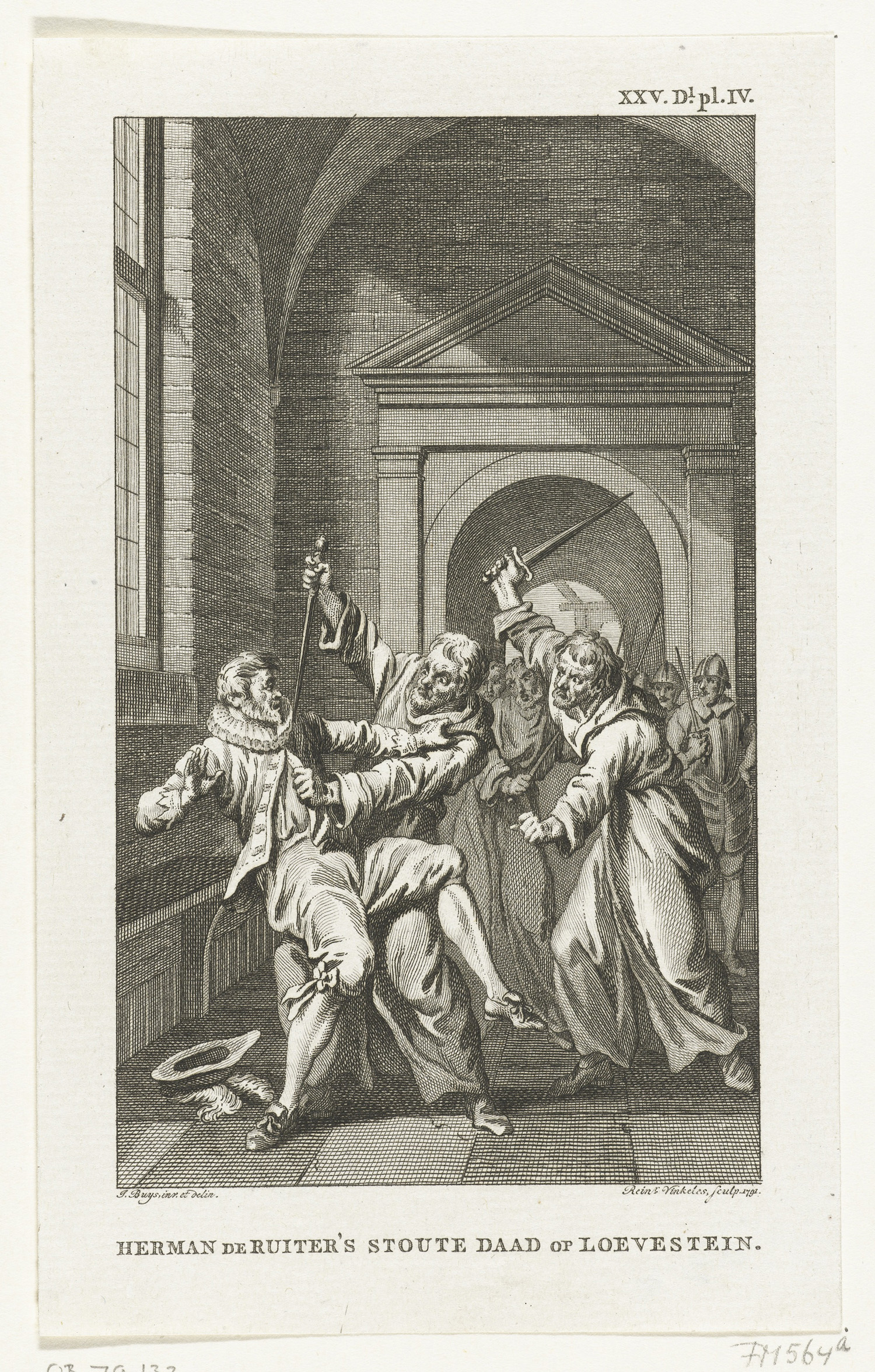
Herman de Ruyter met zijn mannen verkleed als monniken overvallen de slotvoogd, door Buys, Jacobus (fantasie afbeelding uit 1791) Collectie: Rijksmuseum Amsterdam

Volgens overleveringen kreeg hij daarbij toezegging van tijdige en genoegzame hulp van Willem van den Bergh, een zwager van Willem van Oranje. Samen met enkele medestanders uit Gorinchem zou hij een poging wagen het slot te winnen. Op 14 december arriveerde hij met enkele schuiten waarin een twintigtal manschappen verborgen waren. Vermomd als franciscaner monniken vragen hij en drie metgezellen om onderdak. De slotvoogd Arnt de Jeude weigerde hen toegang, waarna De Ruyter hem neerschiet. Zijn makkers doden hem dan wat later. Dat alles voor de ogen van zijn vrouw. Een groot deel van het personeel wordt omgebracht of opgesloten. Spoedig daarop komen medestanders zich bij De Ruyter aansluiten waardoor ze nu rondom de dertig man sterk zijn. Beloofde bijstand van Willem van den Bergh blijft echter uit, wegens hoog water, daarnaast door strenge vorst die plotseling ingevallen was.
Nieuws over de inname van het slot raakt bekend in steden Gorinchem en Woudrichem. Al snel, op 12 december werden zestig tot driehonderd soldaten (bronnen verschillen nogal van mening over deze aantallen) onder bevel van Lorenzo Perera naar Loevestein gestuurd. Deze soldaten zien meteen dat er geen schildwachten op het slot zijn uitgezet, waardoor hij beseft dat er slechts een geringe bezetting is op het slot, hij besloot het te beklimmen en te overrompelen. Zo werd in de avond de wal en de voorburcht ingenomen. De bezetting was op het slot zelf verschanst.
De Ruyter en de opstandelingen verdedigen het slot fel. Daardoor moesten de soldaten alsnog tot een belegering overgaan. Er werd versterking en zwaar geschut bij gehaald waarmee het slot werd beschoten. De Ruyter en medestanders gooiden met veren en buskruit gevulde beddenzakken als brandbommen naar beneden. Daarbij vielen dodelijke slachtoffers De belegering duurde van donderdag tot dinsdag, ontzet bleef uit. In de middag moest de bezetting capituleren na een geweldige bestorming waarbij het slot van twee kanten beklommen werd met stormladders. De meeste bijstanders hadden hem al verlaten op drie na die hem tot op het laatst bijstonden, anderen (de meeste bronnen maken melding van zeventien personen) werden gevangengenomen. De gevangengenomen makkers werden in Antwerpen door verwurging terechtgesteld. Hermans hoofd werd in 's-Hertogenbosch tentoongesteld.

## Legendevorming

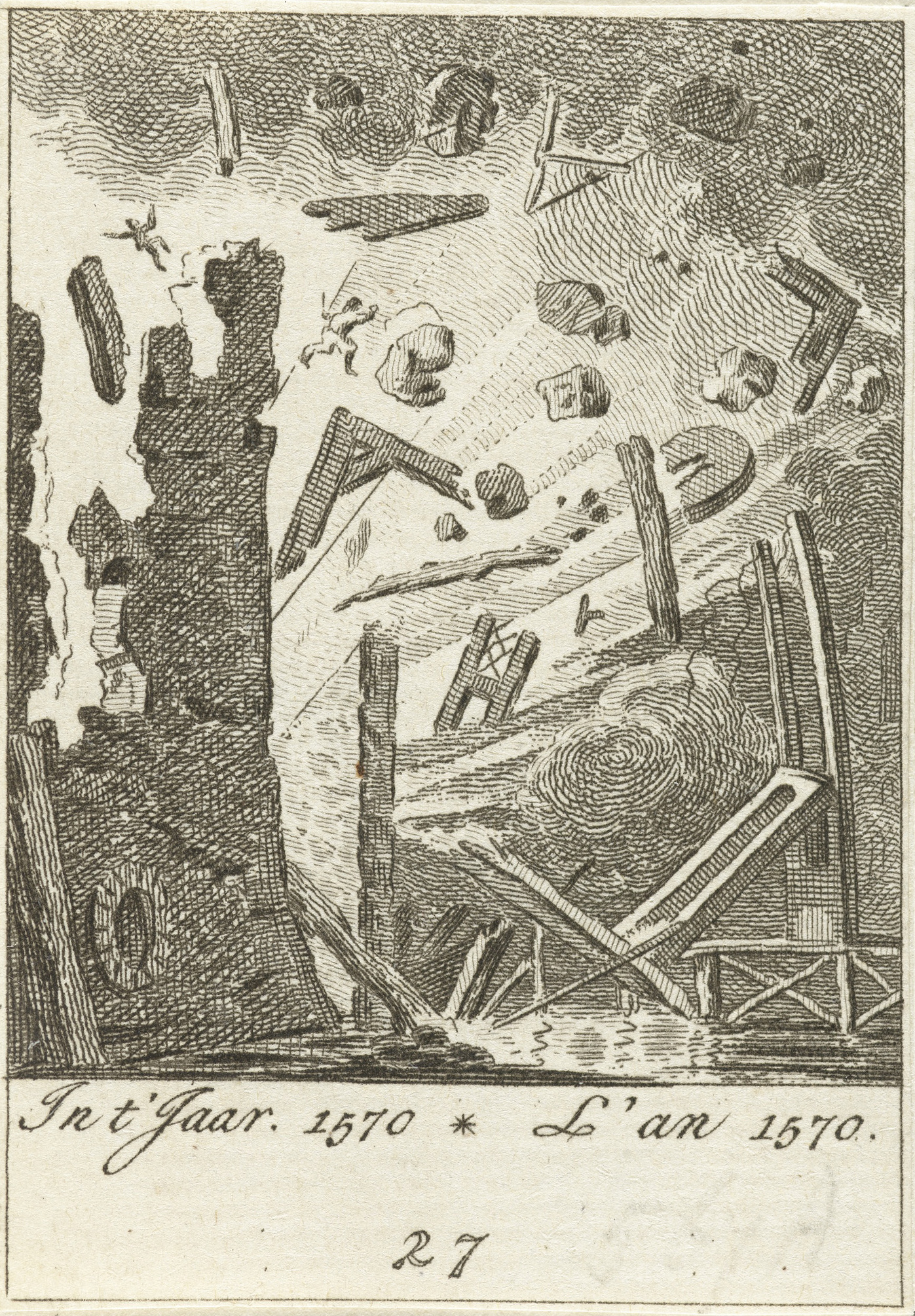
Letterlijk en figuurlijk een opgeblazen verhaal op deze 17e-eeuwse fantasietekening door : J.Kuyper (collectie: Rijksmuseum Amsterdam)

Er is nadien een legendevorming rondom de gebeurtenis ontstaan door Tollens en Hoogmans. De Ruyter werd beschreven door Hendrik Tollens in het gedicht 'Herman de Ruiter' (1812), met als beginregel Waar Maas en Waal tezamen spoelt. De vergelijking met Van Speijk vormde de aanleiding voor Jan Frederik Oltmans' eerste roman Het Slot Loevestein in 1570 (1834). Het verhaal heeft nadien een eigen leven gekregen, de ene versie is fantastischer dan de andere versie. ondanks dat er wel enkele Spaansgezinde schrijvers waren als; M. Van Isselt en Franciscus Haraeus die de heldenstatus van De Ruyter erkend hebben.
Vele jaren na zijn dood verscheen er een andere held op het strijdtoneel met dezelfde achternaam (Michiel de Ruyter) waardoor het verhaal over Herman weer nieuwe belangstelling genoot. P.C. Hooft had een slechte Spaanse vertaling onder ogen gehad en liet Herman niet sterven in een gevecht van man tot man, maar liet hem met kasteel en al in de lucht vliegen in een grote explosie.
Latere schrijvers dikten alles nog meer aan. Volgens sommige bronnen schijnt de Ruyter ook nog met buskruit rond gestrooid te hebben die in brand werd gestoken. Toen aanvallers door een bres binnen kwamen, zou hij het kruit hebben laten ontbrandden met wederom tientallen doden tot gevolg. Volgens die overlevering zouden er schuiten vol met doden zouden zijn afgevoerd. Deze bronnen zijn allemaal van later datum. De Ruyter sneuvelde in een spectaculair gevecht zwaaiend met een groot slagzwaard, ook weer veel doden onder de Spanjaarden. Volgens sommige verhalen zou het halve slot en zelfs het hele slot, opgeblazen zijn, wat zeker niet waar is. Er is geen enkel bewijs van zulke schade, een heropbouw of andere feiten dat verhaal zouden kunnen staven. Willem van Oranje hoorde pas op 31 december van de bezetting, hij antwoordde haast te zetten achter andere aanslagen, daarna de Ruyter te komen ontzetten.

## Nasleep
Als nieuw slotvoogd werd Caspar Turck aangesteld die sinds 1558 drost was geweest in Gorinchem. Anderhalf jaar later zou de Staatse vlag alsnog wapperen op het slot, op 1 april 1572 was Brielle in de handen van de Geuzen gevallen. Op 27 juni voer Marinus Brand met een geuzenvloot voor Gorinchem dat zich meteen overgaf. Turck had zich teruggetrokken op het slot, maar de bezetting was onwillig om een beleg te voeren, de volgende dag ging het slot bij verdrag over aan de Geuzen.